# سبزي (مياندوآب)
سبزي هي قرية في مقاطعة مياندوآب، إيران. يقدر عدد سكانها بـ 472 نسمة بحسب إحصاء 2016.